# Thượng Do
Thượng Do (tiếng Trung: 上犹县, Hán Việt: Thượng Do huyện) là một huyện của địa cấp thị Cám Châu (赣州市), tỉnh Giang Tây, Cộng hòa Nhân dân Trung Hoa. Huyện này có diện tích 1544 km2, dân số năm 2003 là 281.000 người. 

## Hành chính
Thượng Do được chia ra làm 14 đơn vị hành chính cấp hương, gồm 6 trấn và 8 hương. Ngoài ra huyện này còn quản lí 1 đơn vị tương đương cấp hương khác
- Trấn: Đông Sơn (东山镇), Đẩu Thủy (陡水镇), Xã Khê (社溪镇), Doanh Tiền (营前镇), Hoàng Phụ (黄埠镇), Tự Hạ (寺下镇)
- Hương: Mai Thủy (梅水乡), Du Thạch (油石乡), An Hòa (安和乡), Song Khê (双溪乡), Thủy Nham (水岩乡), Bình Phú (平富乡), Ngũ Chỉ Phong (五指峰乡), Tử Dương (紫阳乡)

Đơn vị ngang cấp hương khác
- Khu công nghiệp Hoàng Phụ huyện Thượng Do (上犹县黄埠工业区)